# Ormulum
Ormulum är ett av en munk (Orm) författat diktverk, troligen omkring år 1200 i Lincolnshire. Om än bevarad endast i fragment, upptar dikten över 10.000 rader. Den innehåller 32 predikningar, som behandlar Jesu liv. Källan syns vara en med glossor och förklaringar försedd latinsk bibeltext. Arbetet har inga litterärt värde men är på grund av sin nästan fonetiska skrift en ytterst värdefull språkhistorisk källa, så mycket mer som handskriften är av författaren själv.